# Gilles De Wilde
Pour les articles homonymes, voir De Wilde.
Gilles De Wilde, né le 12 octobre 1999, est un coureur cycliste belge.

## Biographie

### Débuts
Gilles De Wilde est né dans la province de Flandre-Orientale. Durant son adolescence, il pratique d'abord le vélo sous les couleurs du WTC De Trappers, un club de cyclotourisme basé à Laerne. Il participe finalement à ses premières compétitions cyclistes en 2015, vers l'âge de seize ans. Durant sa première saison, il obtient trois victoires. Sa sœur Julie est elle aussi coureuse cycliste. 
En 2017, il s'impose à plusieurs reprises chez les juniors. Il termine également troisième de Menin-Kemmel-Menin, une épreuve d'envergure internationale. L'année suivante, il fait ses débuts dans la catégorie des espoirs. Il intègre ensuite le club Home Solutions-Soenens en 2019. Avec cette formation, il remporte le Driebergenprijs, course d'attente du Grand Prix E3. Il finit par ailleurs deuxième du championnat de Belgique espoirs, deuxième du Grand Prix Albert Fauville ou encore septième du Tour de Namur.

### Carrière professionnelle
Malgré des contacts avancés avec Lotto-Soudal U23, il passe professionnel dès 2020 dans la formation Sport Vlaanderen-Baloise. Son premier contrat s'étend sur deux ans. Après des débuts discrets, il décroche son premier podium en juillet 2021 sur le Grand Prix Beeckman-De Caluwé, une kermesse professionnelle. Quelques mois plus tard, il se classe dix-septième du Grand Prix du Morbihan, remporté par son coéquipier Arne Marit.
En 2022, on le retrouve présent dans diverses échappées. Après un début de saison gâché par une contamination au Covid, il s'adjuge le classement de la montagne sur les Boucles de la Mayenne, grâce à son comportement offensif. La même année, il termine cinquième de la Brussels Cycling Classic. Il s'impose également sur le Mémorial Fred De Bruyne, une kermesse professionnelle.
Sa saison 2023 est perturbée par deux fractures de la clavicule. Il est néanmoins échappé sur le Circuit Het Nieuwsblad, à Kuurne-Bruxelles-Kuurne, au Samyn, au Grand Prix de Denain, à la Super 8 Classic ou encore sur une étape du Tour de Luxembourg.

## Palmarès et résultats

### Palmarès par année
- 2017
  - 3e de Menin-Kemmel-Menin
- 2018
  - 2e du Mémorial Francy Leners
- 2019
  - Driebergenprijs
  - 2e du championnat de Belgique sur route espoirs
  - 2e du Grand Prix Albert Fauville
- 2021
  - 3e du Grand Prix Beeckman-De Caluwé
- 2022
  - Mémorial Fred De Bruyne
  - 3e du Grote Prijs Gemeente Kortemark

### Classements mondiaux
| Année           | 2019   |
| --------------- | ------ |
| UCI Europe Tour | 1 002e |